# Proceroplatus pictipennis
Proceroplatus pictipennis är en tvåvingeart som beskrevs av Samuel Wendell Williston  1896. Proceroplatus pictipennis ingår i släktet Proceroplatus och familjen platthornsmyggor. Inga underarter finns listade i Catalogue of Life.